# آندرئاس شیلینگر
آندرئاس شیلینگر (انگلیسی: Andreas Schillinger؛ زادهٔ ۱۳ ژوئیهٔ ۱۹۸۳) دوچرخه‌سوار اهل آلمان است.
از باشگاه‌هایی که در آن بازی کرده‌است می‌توان به بورا–هانسگروهه اشاره کرد.